# 航空管制員

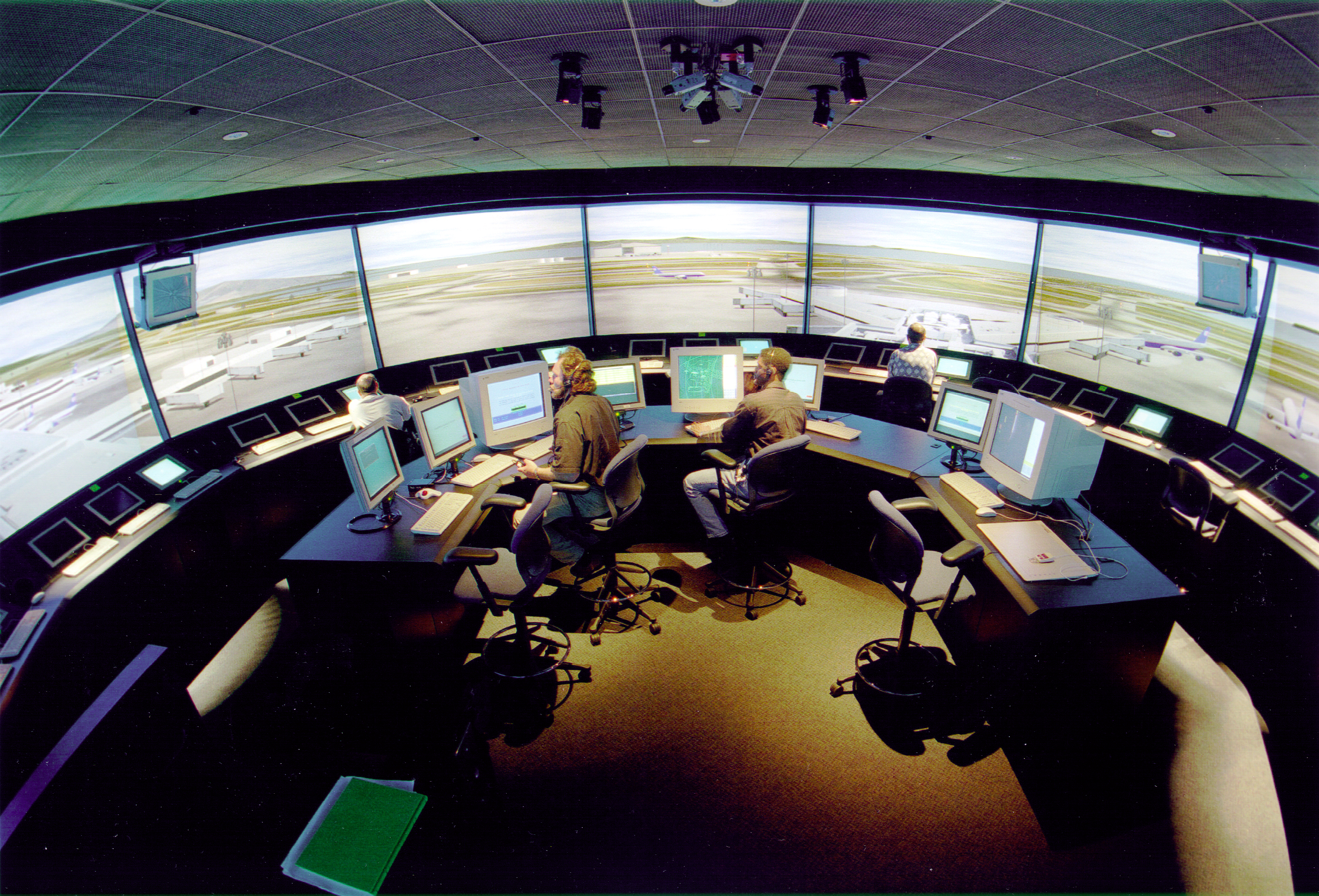
NASA航空管制員模擬訓練

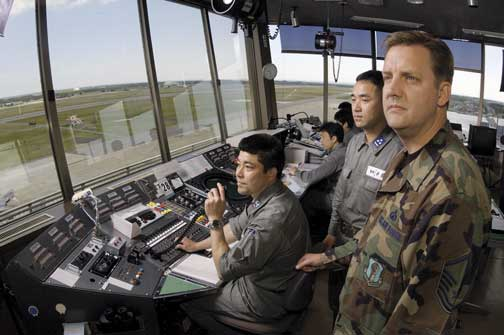
日本三澤飛行場塔台上的航空管制員

航空管制員，或稱航空交通管制員、航管員，中国大陆称空中交通管制員，專門負責航空交通管制的作業人員，以維持負責範圍內的飛機可以有秩序、安全及迅速地升降及飛行。航空管制員除需要有專業的管制及飛行知識及能力，應付日常航空管制需要及任何突發事件外，更需要有良好英語能力，因航空通訊的預設語言是英語，除一些突發或緊急事件外才使用本地語言。

## 職責
航空管制員的職責簡而言之，是與飛行員進行溝通。航空管制員會向航機發出指示，批准航班的路線、要求飛機滑行至指定跑道或停泊位置、允許飛機的起飛、着陸以及報告風向及風速、指令飛行調整至指定高度、速度及舵向、以雷達為飛機導航、以及向飛行員聯絡及提供額外情報。最重要是，維持飛機之間一定的間距，以防止飛機相撞。

## 管制意外
航空管制員須維持航空交通安全，肩背的重責是不容許管制員犯下任何錯誤，然而過往曾有多次因航空管制員的錯誤，釀成空難。
- 1977年3月27日，西班牙機場發生特內里費空難，因飛行員與航空管制員溝通上的誤會，造成兩架客機在跑道上相撞，釀成583名的乘客和機組人員死亡，是迄今因管制失誤造成死傷最慘重的空難。
- 2001年1月31日，日本靜岡縣燒津市駿河灣上空，兩架日本航空的飛機因東京航空交通管制中心的航空管制員錯誤發出下降高度的指示，出現空中接近（Near miss）的危險情況，造成100人受傷。而涉及事件的兩名管制員更被東京高等法院判罪（見2001年日本航空班機空中接近事故）。
- 2002年7月1日，德國巴登-符騰堡邦烏伯林根上空因航空管制員錯誤的指揮，造成烏伯林根空難，有71人遇難。事後該名管制員更因遇難者家屬報復而遇刺身亡。

## 大眾文化
下列作品以航管員為主角，或以航空管制為主要題材：
- 電影
  - 空難降臨（Ground Control）：1998年美國電影，由基佛·蘇德蘭（Kiefer Sutherland）主演
  - 空中塞車（Pushing Tin）：1999年美國電影
  - 聯航93（United 93）：2006年美國電影，在911事件發生時執勤的航管員本人參與演出
  - 夢想起飛：菜鳥空姐的處女航（ハッピーフライト）：2008年日本電影，由綾瀨遙、田邊誠一主演
- 電視劇
  - Tokyo Control 東京航空交通管制部（TOKYO コントロール）：2011年日本電視劇
  - TOKYO機場～東京機場管制保安部～（TOKYOエアポート〜東京空港管制保安部〜）：2012年日本電視劇，為上列電視劇之續篇
- 紀錄片
  - プロフェッショナル 仕事の流儀　第110集　守護天空，不動的男人——航空管制官
  - FLY! FLY! FLY!
- 電玩
  - 夢幻飛機場系列（ぼくは航空管制官シリーズ）

## 外部連結
- 航空管制協會 （页面存档备份，存于）
- 国土交通省航空局 航空管制官 （页面存档备份，存于）

1. ↑  中国民用航空局. .   [2018-06-27]. （原始内容存档于2020-09-24）.